# Laj Shamali
Laj Shamali (tiếng Ả Rập: اللج الشمالي) là một ngôi làng Syria nằm ở Muhambal Nahiyah ở huyện Ariha, Idlib. Theo Cục Thống kê Trung ương Syria (CBS), Laj Shamali có dân số 1625 trong cuộc điều tra dân số năm 2004.